# Órgano Coordinador de Operaciones Antisubversivas

Diagrama de las organizaciones que funcionaron durante la dictadura militar uruguaya dedicadas a la persecución y represión de opositores políticos. Están resaltado los OCOA (Órgano Coordinador de Operaciones Antisubversivas). El diagrama apareció en el libro "De la subversión a la paz : las Fuerzas Armadas al pueblo oriental" publicado por la Junta de Comandantes en Jefe de Uruguay en 1976.

El Órgano Coordinador de Operaciones Antisubversivas (OCOA) fue un organismo creado por el Comando General del Ejército uruguayo que funcionó durante la última dictadura cívico militar en Uruguay, la cual se extendió entre 1973 y 1985.

## Historia
Fue uno de los organismos más importantes -junto con el Servicio de Información de Defensa (SID)-, que se encargaron de acciones de inteligencia y operativos represivos a gran escala de opositores políticos a la dictadura y actuó tanto dentro del organigrama estatal de Uruguay como fuera del mismo. Probablemente este organismo tenga sus antecedentes en abril de 1972, antes del golpe de Estado, cuando le fue encargado a las Fuerzas Armadas el combate a la guerrilla tupamara, a través de la declaración por parte del parlamento del Estado de Guerra Interno.
Si bien se lo refiere generalmente como OCOA, en realidad se trató de 4 organismos (OCOA n°1 al n°4), dependiendo de la adscripción a las cuatro regiones militares en las que se divide Uruguay. El OCOA n°1 fue el más activo y numeroso, y dependió de la División de Ejército I dentro de cuya jurisdicción quedaba comprendida la capital del país.
La sede del OCOA fue el edificio principal del mercado de ganado La Tablada Nacional, que había cerrado en 1975. En ese mismo lugar operó centro clandestino de detención y tortura La Tablada (alias Base Roberto) hasta 1984.